# Campeonato de Fútbol de Costa Rica 1962
El Campeonato de Fútbol de 1962, fue la edición número 43 de Liga Superior de Costa Rica en disputarse, organizada por la FEDEFUTBOL.
El Deportivo Saprissa, se corona campeón luego de 5 años, y sería el comienzo de una racha de 16 años en los que permaneció en los 2 primeros lugares del campeonato.
El Deportivo Saprissa como campeón nacional clasifica a la Copa de Campeones de la Concacaf de 1963, donde obtiene el tercer lugar.

## Equipos participantes
| Provincia | N.º | Equipos                   |
| --------- | --- | ------------------------- |
| San José  | 3   | Saprissa, Orión y Uruguay |
| Alajuela  | 1   | Alajuelense               |
| Cartago   | 1   | Cartaginés                |
| Heredia   | 1   | Herediano                 |

## Formato del Torneo
El torneo disputado a cuatro vueltas vueltas. Los equipos debían enfrentarse todos contra todos, no hubo descenso. 

## Tabla de posiciones
| Equipo | Pts | PJ | PG | PE | PP | GF | GC | DG  |
| --- | --- | -- | -- | -- | -- | -- | -- | --- |
| Deportivo Saprissa | 33  | 20 | 16 | 1  | 3  | 47 | 22 | +25 |
| Liga Deportiva Alajuelense | 29  | 20 | 13 | 3  | 4  | 38 | 23 | +15 |
| Orión F.C. | 18  | 20 | 6  | 6  | 8  | 28 | 35 | -7  |
| Club Sport Herediano | 17  | 20 | 5  | 7  | 8  | 32 | 35 | -3  |
| Club Sport Cartaginés | 16  | 20 | 5  | 6  | 9  | 33 | 35 | -2  |
| Club Sport Uruguay de Coronado | 7   | 20 | 2  | 3  | 15 | 29 | 57 | -28 |
| Pts – Puntos; PJ – Partidos Jugados; PG - Partidos Ganados; PE - Partidos Empatados; PP - Partidos Perdidos; GF – Goles a Favor; GC – Goles en Contra; DG – Diferencia de Goles |     |    |    |    |    |    |    |     |

|  |                  |
|  | Campeón Nacional |

| Campeón Deportivo Saprissa Campeonato #4 |

Planilla del Campeón: Mario Pérez, Felipe Induni, Giovanni Rodríguez, Carlos Elizondo, Arnulfo "Coyolito" Montoya, William Quirós, Carlos Gobán, Gonzalo García, Miguel Cortés, Jorge Monge, Rigoberto Rojas, Rubén Jiménez, Víctor Vásquez, Guillermo Hernández, Edgar Marín, Mario Cordero, Ronaldo Mata, Rafael Mena, Santiago Tercero, Guillermo Alvarado.

## Goleadores
| Jugador            | Equipo              | Goles |
| ------------------ | ------------------- | ----- |
| Jorge Monge        | Saprissa            | 12    |
| Rubén Jiménez      | Saprissa            | 12    |
| Guillermo Elizondo | Uruguay de Coronado | 10    |
| Juan González      | Alajuelense         | 9     |
| Edgar Marín        | Saprissa            | 8     |
| Walter Pearson     | Alajuelense         | 8     |
| Héctor Coto        | Cartaginés          | 8     |
| Tarcisio Rodríguez | Uruguay de Coronado | 8     |
| Álvaro Murillo     | Orión               | 6     |
| Guillermo Padilla  | Uruguay de Coronado | 6     |

## Descenso
| Descenso campeonato 1962      | Descenso campeonato 1962 |
| ----------------------------- | ------------------------ |
| Descendido a Segunda División | No hubo                  |
| Ascenso a Primera División    | No hubo                  |

## Torneos
| Predecesor: Campeonato 1961 (FEDEFUTBOL) | Liga Superior de Costa Rica Campeonato 1962 | Sucesor: Campeonato 1963 |